# ليل الغرباء
ليل الغرباء، مجموعة قصصية من مؤلفات الشاعرة والكاتبة العربية السورية غادة السمان، صدرت في عام 1967، عن دار الآداب في بيروت، لبنان.